# Karoline Knotten
Karoline Offigstad Knotten, née le 6 janvier 1995 à Tromsø, est une biathlète norvégienne.

## Carrière
Karoline Knotten fait ses premiers pas en IBU Cup en 2016, gagnant un relais mixte un an plus tard à Obertilliach, lieu de son premier podium individuel dans un super sprint en décembre 2018. Elle a démarré dans la coupe du monde en décembre 2018 à Pokljuka. Lors de la saison 2019-2020 elle fait partie de l'équipe norvégienne victorieuse des deux premiers relais féminins de la coupe du monde à Östersund et Hochfilzen et en remporte au total quatre durant cette saison. Cet hiver, son meilleur résultat est treizième de la poursuite du Grand Bornand. Elle est aussi sélectionnée pour les Championnats du monde à Antholz (75e du sprint).
Elle se place troisième du premier sprint de la saison 2020-2021 à Kontiolahti et signe ainsi son premier podium et top dix. Elle termine l'hiver 2020-2021 avec le meilleur taux de réussite au tir de la saison, parmi celle ayant tiré au moins 300 balles, avec 89.2%.
L'hiver suivant elle remporte avec l'équipe de Norvège le relais d'Antholz, juste avant les Jeux olympiques 2022 de Pékin, pour lesquels elle est sélectionnée avec le statut de remplaçante. Non alignée sur les courses individuelles, elle prend finalement part au relais féminin en raison de l'absence d'Ingrid Tandrevold victime d'un malaise lors de la poursuite. Positionnée en première relayeuse, elle effectue un parcours sans faute (10/10 au tir) et transmet le relais à Tiril Eckhoff à moins de quinze secondes de la tête. Mais cette dernière craque et la Norvège lancée dans une course poursuite échoue au pied du podium, 4e, à une dizaine de secondes de l'Allemagne et de la médaille de bronze. Lors de la reprise de la Coupe du monde en mars, elle effectue de belles prestations à Kontiolahti, terminant notamment 5e de la poursuite. La semaine suivante à Otepää, elle monte sur le deuxième podium individuel de sa carrière en se classant troisième du sprint grâce à un sans faute au tir. Elle est seulement devancée par la gagnante Julia Simon et Vanessa Voigt, bien plus rapides qu'elle dans le dernier tour de piste.
Elle poursuit sa progression en bouclant la saison 2022-2023 à la 18e place du classement général de la Coupe du monde.
En ouverture de la saison 2023-2024 à Östersund, elle enchaîne les bons résultats : deuxième du relais mixte et vainqueur du relais féminin avec l'équipe de Norvège, elle se classe 4e de l'individuel puis signe sa meilleure performance et son deuxième podium individuel en coupe du monde en terminant 2e du sprint, malgré une faute au tir.

## Biographie
Karoline Knotten est en couple avec le biathlète allemand Philipp Nawrath depuis la mi 2023.

## Palmarès

### Jeux olympiques
| Édition / Épreuve | Individuel | Sprint | Poursuite | Mass start | Relais | Relais mixte |
| ----------------- | ---------- | ------ | --------- | ---------- | ------ | ------------ |
| Pékin 2022        | —          | —      | —         | —          | 4e     | —            |

Légende :
- — : non disputée par Knotten

### Championnats du monde
| Édition / Épreuve       | Individuel | Sprint | Poursuite | Mass start | Relais                   | Relais mixte             | Relais mixte simple |
| ----------------------- | ---------- | ------ | --------- | ---------- | ------------------------ | ------------------------ | ------------------- |
| Antholz-Anterselva 2020 | —          | 75e    | —         | —          | —                        | —                        | —                   |
| Pokljuka 2021           | —          | 41e    | 42e       | —          | —                        | —                        | —                   |
| Oberhof 2023            | 21e        | 37e    | 17e       | 6e         | 6e                       | —                        | —                   |
| Nove Mesto 2024         | —          | 33e    | DNS       | 19e        | 10e                      | Médaille d'argent, monde | —                   |
| Lenzerheide 2025        | —          | 44e    | 51e       | —          | Médaille d'argent, monde | —                        | —                   |

Légende :
- — : non disputée par Knotten

### Coupe du monde
- Meilleur classement général : 9e en 2024.
- 26 podiums :
  - 4 podiums individuels : 1 deuxième place et 3 troisièmes places.
  - 17 podiums en relais : 10 victoires, 5 deuxièmes places et 2 troisièmes places.
  - 5 podiums en relais mixte : 2 victoires, 2 deuxièmes places et 1 troisième place.

Mis à jour le 9 mars 2025

#### Classements en Coupe du monde
| Saison    | Individuel | Individuel | Sprint | Sprint | Poursuite | Poursuite | Mass start | Mass start | Général | Général    |
| Saison    | Points     | Class.     | Points | Class. | Points    | Class.    | Points     | Class.     | Points  | Classement |
| --------- | ---------- | ---------- | ------ | ------ | --------- | --------- | ---------- | ---------- | ------- | ---------- |
| 2018-2019 | -          | nc         | -      | nc     | 13        | 69e       | -          | nc         | 13      | 87e        |
| 2019-2020 | 17         | 46e        | 46     | 49e    | 56        | 33e       | 20         | 42e        | 139     | 43e        |
| 2020-2021 | 24         | 41e        | 145    | 18e    | 125       | 19e       | 90         | 20e        | 384     | 21e        |
| 2021-2022 | '          | 19e        | '      | 20e    | '         | 40e       | '          | 43e        | '       | 29e        |
| 2022-2023 | '          | 12e        | '      | 20e    | '         | 21e       | '          | 19e        | '       | 18e        |
| 2023-2024 | '          | 10e        | '      | 8e     | '         | 9e        | '          | 16e        | '       | 9e         |
| 2024-2025 | '          | 60e        | '      | 7e     | '         | 21e       | '          | 16e        | 421     | 14e        |

#### Résultats détaillés en Coupe du monde
| 2018-2019 |        |        |        |        |        |        |         |        |        |        |        |        |        |         |        |        |         |        |        | .      | .      | .       | .       |         |        |        | 87e |
| 2018-2019 | IN     | SP 75e | PU     | SP     | PU     | SP     | PU      | MS     | SP 50e | PU 28e | SP 58e | MS     | SP     | PU      | MS     | SI     | SP Ann. | SP     | PU     | SP     | PU     | IN      | MS      | SP 77e  | PU     | MS     | 87e |
| 2019-2020 |        |        |        |        |        |        |         |        |        |        |        |        |        | .       | .      | .      | .       |        |        |        |        |         |         |         |        |        | 43e |
| 2019-2020 | SP 37e | IN 24e | SP 21e | PU 21e | SP 19e | PU 13e | MS 26e  | SP 59e | MS 26e | SP 47e | PU 33e | IN 60e | MS     | SP 75e  | PU     | IN     | MS      | SP 56e | MS     | SP     | PU     | SP Ann. | PU Ann. | MS Ann. |        |        | 43e |
| 2020-2021 |        |        |        |        |        |        |         |        |        |        |        |        |        |         |        | .      | .       | .      | .      |        |        |         |         |         |        |        | 21e |
| 2020-2021 | IN 20e | SP 3e  | SP 22e | PU 31e | SP 16e | PU 5e  | SP 17e  | PU 19e | MS 13e | SP 34e | PU 22e | SP 38e | MS 24e | IN 38e  | MS 13e | SP 41e | PU 42e  | IN     | MS     | SP 63e | PU     | SP 22e  | PU 35e  | SP 54e  | PU 13e | MS 21e | 21e |
| 2021-2022 |        |        |        |        |        |        |         |        |        |        |        |        |        |         |        | .      | .       | .      | .      |        |        |         |         |         |        |        | 29e |
| 2021-2022 | IN 19e | SP 30e | SP 36e | PU 38e | SP 58e | PU 39e | SP      | PU     | MS     | SP 40e | PU 54e | SP 12e | PU 34e | IN 30e  | MS     | IN     | SP      | PU     | MS     | SP 11e | PU 5e  | SP 3e   | MS 26e  | SP 19e  | PU 43e | MS 27e | 29e |
| 2022-2023 |        |        |        |        |        |        |         |        |        |        |        |        |        |         | .      | .      | .       | .      |        |        |        |         |         |         |        |        | 18e |
| 2022-2023 | IN 27e | SP 32e | PU 27e | SP 8e  | PU 11e | SP 17e | PU 40e  | MS 20e | SP 54e | PU 36e | IN 13e | MS 11e | SP 43e | PU 19e  | SP 37e | PU 17e | IN 21e  | MS 6e  | SP 15e | PU 11e | IN 9e  | MS      | SP 12e  | PU Ann. | MS 17e |        | 18e |
| 2023-2024 |        |        |        |        |        |        |         |        |        |        |        |        |        |         | .      | .      | .       | .      |        |        |        |         |         |         |        |        | 9e  |
| 2023-2024 | IN 4e  | SP 2e  | PU 8e  | SP 6e  | PU 7e  | SP 20e | PU 16e  | MS 12e | SP 6e  | PU 6e  | SP 25e | PU 10e | SI 6e  | MS 5e   | SP 33e | PU     | IN      | MS 19e | IN     | MS 26e | SP 5e  | PU 4e   | SP 56e  | PU      | MS 30e |        | 9e  |
| 2024-2025 |        |        |        |        |        |        |         |        |        |        |        |        |        |         | .      | .      | .       | .      |        |        |        |         |         |         |        |        | 14e |
| 2024-2025 | SI 53e | SP 5e  | MS 16e | SP 3e  | PU 10e | SP 55e | PU N.P. | MS     | SP 21e | PU 22e | IN 35e | MS 7e  | SP 45e | PU N.P. | SP 44e | PU 51e | IN      | MS     | SP 6e  | PU 12e | SI 49e | MS 25e  | SP 16e  | PU 16e  | MS 13e |        | 14e |

### IBU Cup
- 2 podiums.